# 迈克·里克特
迈克·里克特（英語：Mike Richter，1966年9月22日—），美国男子冰球运动员。他曾代表美国参加1988年、1998年和2002年冬季奥林匹克运动会冰球比赛，其中2002年冬季奥运会获得一枚银牌。